# Ostrówek (gmina w województwie lubelskim)
Ostrówek (1877–1948 gmina Luszawa, 1948–54 gmina Leszkowice) – gmina wiejska w województwie lubelskim, w powiecie lubartowskim. W latach 1975–1998 gmina położona była w województwie lubelskim. Gmina położona jest 45 km na północ od Lublina.
Gmina ma charakter rolniczy (75,5% powierzchni zajmują użytki rolne), a połowa mieszkańców utrzymuje się z rolnictwa. Dominują małe gospodarstwa rolne do 10 ha powierzchni, zajmujące się uprawą ziemniaków i żyta. Funkcjonuje niewiele podmiotów gospodarczych. Spośród 94 aż 59 działa w usługach. Handlem zajmuje się 30. Na terenie tej gminy występują również stawy hodowlane.
Oficjalna siedziba gminy to Ostrówek, choć urząd gminy znajduje się we wsi Ostrówek-Kolonia.
Według danych z 30 czerwca 2004 gminę zamieszkiwało 4156 osób. Natomiast według danych z 31 grudnia 2017 roku gminę zamieszkiwało 3913 osób.

## Historia
Za Królestwa Polskiego gmina Ostrówek należała do powiatu lubartowskiego w guberni lubelskiej. Brak informacji o dacie zniesienia gminy, lecz w wykazie z 1884 roku jednostka figuruje już pod nazwą gmina Luszawa. W latach 1948–54 nazwa gminy brzmiała gmina Leszkowice. Gminę Ostrówek reaktywowano dopiero w 1973 roku.

## Struktura powierzchni
Według danych z roku 2002 gmina Ostrówek ma obszar 89,99 km², w tym:
- użytki rolne: 76%
- użytki leśne: 16%

Gmina stanowi 6,97% powierzchni powiatu.

## Demografia

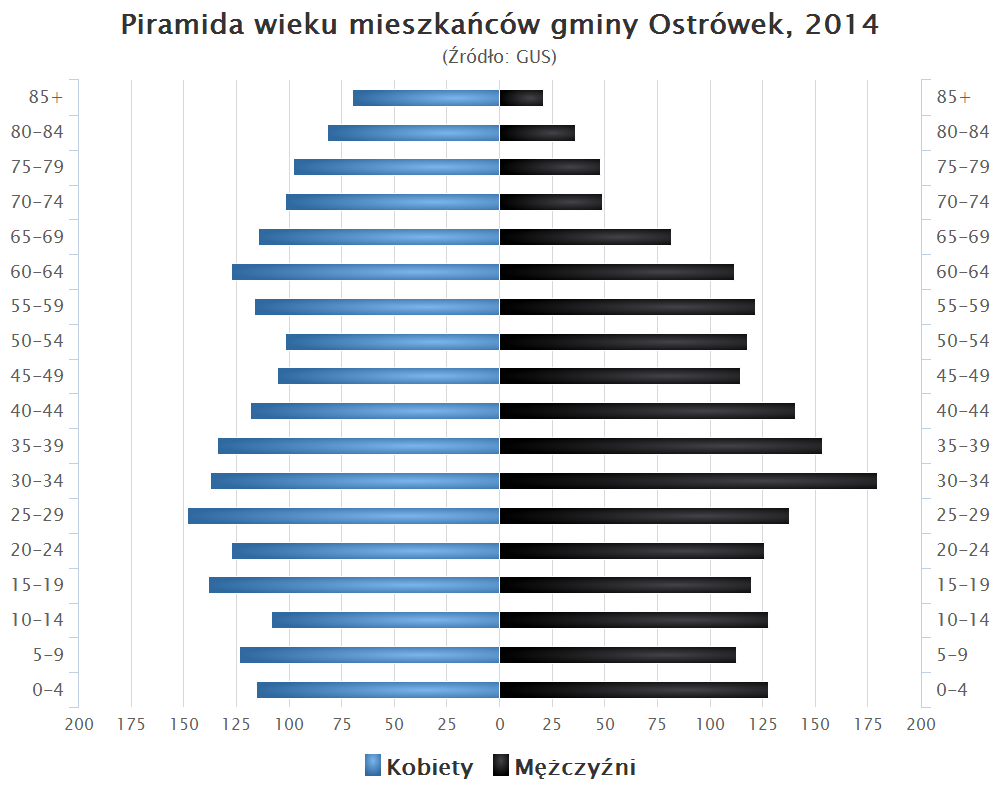
Piramida wieku mieszkańców gminy Ostrówek w 2014 roku

Dane z 30 czerwca 2004:
| Opis                              | Ogółem | Ogółem | Kobiety | Kobiety | Mężczyźni | Mężczyźni |
| --------------------------------- | ------ | ------ | ------- | ------- | --------- | --------- |
| jednostka                         | osób   | %      | osób    | %       | osób      | %         |
| populacja                         | 4156   | 100    | 2142    | 51,5    | 2014      | 48,5      |
| gęstość zaludnienia (mieszk./km²) | 46,2   | 46,2   | 23,8    | 23,8    | 22,4      | 22,4      |

## Sołectwa
Antoniówka, Babczyzna, Cegielnia, Dębica, Dębica-Kolonia, Jeleń, Kamienowola, Leszkowice, Luszawa, Ostrówek, Ostrówek-Kolonia, Tarkawica, Zawada, Żurawiniec, Żurawiniec-Kolonia.

## Sąsiednie gminy
Czemierniki, Firlej, Kock, Lubartów, Niedźwiada, Siemień